# Aspilota albiapex
Aspilota albiapex är en stekelart som beskrevs av Fischer 1978. Aspilota albiapex ingår i släktet Aspilota och familjen bracksteklar. Inga underarter finns listade.